# Théorème de Zsigmondy
En théorie des nombres, le théorème de Zsigmondy, portant le nom de Karl Zsigmondy, énonce que si a > b > 0 sont des entiers premiers entre eux, alors pour tout entier n ≥ 1, il existe un nombre premier p (appelé diviseur premier primitif) qui divise an − bn et ne divise pas ak − bk pour 0 < k < n, avec les exceptions suivantes :
- n = 1, a − b = 1 ; dans ce cas an − bn = 1 n'a pas de diviseurs premiers ;
- n = 2, et  a + b une puissance de deux ; dans ce cas n'importe quel facteur premier impair de a2 − b2 = (a + b)(a1 − b1) doit être contenu dans a1 − b1, qui est aussi pair ;
- n = 6, a = 2, b = 1 ; alors, a6 − b6 = 63 = 32×7 = (a2 − b2)2(a3 − b3).

Cela généralise un théorème de Bang, qui énonce que si n > 1 et n différent de 6, alors 2n − 1 a un diviseur premier qui ne divise 2k − 1 pour aucun k < n.
De même, an + bn a au moins un diviseur premier primitif, à l'exception de 23 + 13 = 9.
Le théorème de Zsigmondy est souvent utile, en particulier en théorie des groupes, où il est utilisé pour démontrer que différents groupes ont des ordres distincts, sauf quand ils sont égaux.[pas clair]

## Histoire
Le théorème a été démontré par Zsigmondy, qui travaillait à Vienne de 1894 à 1925.

## Généralisations
Soit {\displaystyle (a_{n})_{n\geq 1}}une suite d'entiers non nuls. L'ensemble de Zsigmondy associé à la suite est l'ensemble
{\displaystyle {\mathcal {Z}}(a_{n})=\{n\geq 1\mid a_{n}{\text{ n'a pas de diviseur premier primitif}}\}},
c'est-à-dire l'ensemble des indices {\displaystyle n} tels que tout nombre premier divisant {\displaystyle a_{n}} divise aussi {\displaystyle a_{m}} pour un certain {\displaystyle m<n}. Ainsi, le théorème de Zsigmondy implique que {\displaystyle {\mathcal {Z}}(a^{n}-b^{n})\subset \{1,2,6\}}, et le théorème de Carmichael énonce que l'ensemble de Zsigmondy de la suite de Fibonacci est {\displaystyle \{1,2,6,12\}}, et celui de la suite de  Pell est {\displaystyle \{1\}}. En 2001, Bilu, Hanrot et Voutier ont prouvé qu'en général, si {\displaystyle (a_{n})_{n\geq 1}} est une suite de Lucas ou une suite de Lehmer (en), alors {\displaystyle {\mathcal {Z}}(a_{n})\subset \left[1,30\right]}.